# CA Bella Vista
A Club Atlético Bella Vista egy uruguayi labdarúgócsapat, melyet Montevideóban alapítottak 1920-ban.

## Története

### Mez
A csapat szerelése a vatikáni zászló színeit követi. Félig sárga, félig fehér, melynek köszönhetően lett becenevük Papales (azaz Pápák).

## Sikerlista

### Hazai
- 1-szeres uruguayi bajnok: 1990

## Játékoskeret
2012-2013
| #  |     | Poszt | Név                   |
| -- | --- | ----- | --------------------- |
| 1  | URU | K     | Diego Martínez        |
| 3  | URU | V     | Leonel Pilipauskas    |
| 4  | URU | V     | José Ricardo Asqueta  |
| 5  | URU | KP    | Jorge Daniel Casanova |
| 6  | URU | V     | Gastón Pagano         |
| 7  | URU | CS    | Jesús Belase          |
| 8  | URU | KP    | Gonzalo Freitas       |
| 9  | URU | CS    | Gonzalo Vargas        |
| 10 | URU | CS    | Matias Abisab         |
| 11 | ARG | CS    | Guido Abayián         |
| 12 | URU | K     | Emiliano Denis        |
| 13 | URU | V     | Marcelo Martuciello   |

| #  |     | Poszt | Név                 |
| -- | --- | ----- | ------------------- |
| 14 | URU | KP    | Marcel Román        |
| 15 | URU | V     | Pablo Soares        |
| 16 | URU | V     | Haibrany Ruíz Díaz  |
| 17 | URU | KP    | Simón Vanderhoegt   |
| 18 | URU | CS    | Gonzalo Gutiérrez   |
| 19 | URU | CS    | Federico Laens      |
| 20 | URU | KP    | Ignacio Lemmo       |
| 21 | URU | V     | Germán Pérez        |
| 22 | URU | V     | Federico Díaz       |
| 24 | URU | KP    | Álvaro Enrique Peña |
| 25 | URU | K     | Mauricio Nanni      |